# Kokkovaara (kullar)
Kokkovaara är kullar i Finland. De ligger i Kuhmo i landskapet Kajanaland, i den östra delen av landet, 500 km nordost om huvudstaden Helsingfors.